# محرك الذاكرة العشوائية

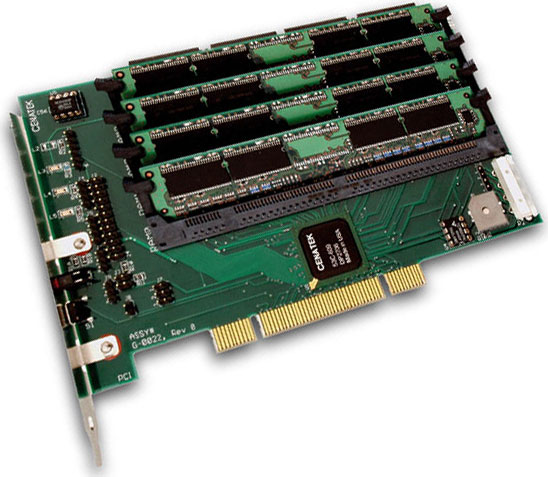
محرك الذاكرة العشوائية ذو طرازٍ قديم

محرك الذاكرة العشوائية هو جزء من الرام (وحدة التخزين الأساسية أو الذاكرة المتلاشية) التي يتعامل معها نظام الكمبيوتر كما لو كانت عبارة عن محرك أقراص (وحدة تخزين ثانوية). يشار إليها أحيانًا على أنها محرك ذاكرة الوصول العشوائي الظاهري أو محرك ذاكرة الوصول العشوائي البرامجي لتمييزه عن محرك ذاكرة الوصول العشوائي للأجهزة الني تستخدم جهاز منفصل يحتوي على رام، وهو نوع من محركات الأقراص الصلبة المدعومة ببطارية.

## الأداء
يكون أداء محرك ذاكرة الوصول العشوائي في الطلبات العامة أسرع من الأشكال الأخرى لوسائط التخزين، مثل القرص الصلب الخارجي أو القرص الصلب أو وحدة تشغيل الشرائط أو محرك الأقراص الضوئية. هذه الزيادة في الأداء ترجع إلى عوامل متعددة، بما في ذلك وقت الوصول، والحد الأقصى للإنتاجية، ونوع نظام الملفات.
يتم تقليل وقت وصول الملفات إلى حد كبير لأن محرك ذاكرة الوصول العشوائي في حالة صلبة (بدون أجزاء ميكانيكية). يجب أن يحرك محرك الأقراص الثابتة الفعلي أو القرص البصري، مثل CD-ROM و دي في دي وبلو راي، رأسًا أو عينًا ضوئية في الموضع، ويجب أن تقوم محركات الأشرطة باللف أو الترجيع إلى موضع معين على الوسائط قبل أن تحدث القراءة أو الكتابة. يمكن لمحركات ذاكرة الوصول العشوائي الوصول إلى البيانات باستخدام عنوان ذاكرة ملف معين فقط، دون الحاجة إلى حركة أو محاذاة أو تحديد موقع.
ثانيًا، الحد الأقصى لسرعة قرص الذاكرة العشوائية محدود بسبب سرعة الرام ووحدة البيانات ووحدة المعالجة المركزية للكمبيوتر. يتم تقييد أشكال أخرى من وسائط التخزين بسبب سرعة ناقل التخزين، مثل (IDE (PATA أو الساتا أو اليو إس بي أو الفاير واير. ومما يضاعف هذا القيد هو سرعة الميكانيكا الفعلية لمحركات أو رؤوس أو عيون محرك الأقراص.
ثالثًا، نظام الملفات المستخدم، مثل NTFS، و HFS، و UFS، و ext2، وما إلى ذلك، يستخدم طرق وصول إضافية، يقرأ ويكتب إلى محرك الأقراص، على الرغم من صغر حجمه، إلا أنه يمكن زيادته بسرعة، لا سيما في حالة وجود العديد من الملفات الصغيرة مقابل بعض الملفات الكبيرة (مجلدات الإنترنت المؤقتة، التخزين المؤقت على الويب، إلخ.).
نظرًا لأن وحدة التخزين في الرام، فهي ذاكرة متلاشية، مما يعني أنه سيتم فقدها في حالة انقطاع الطاقة، سواء كان ذلك عن قصد (إعادة تشغيل الكمبيوتر أو إيقاف تشغيله) أو عرضيًا (انقطاع الطاقة أو تعطل النظام). وهذا يعتبر نقطة ضعف (يجب نسخ البيانات بشكل دوري إلى وسيط تخزين ثابت لتجنب الفقدان)، ولكنها تكون في بعض الأحيان مرغوبة: على سبيل المثال، عند العمل مع نسخة مشفرة من ملف مشفر.
في كثير من الحالات، يتم إنشاء البيانات المخزنة على محرك ذاكرة الوصول العشوائي من البيانات المخزنة في أي مكان آخر بشكل دائم، للوصول بشكل أسرع، وإعادة إنشائها على محرك ذاكرة الوصول العشوائي عند إعادة تشغيل النظام.
بصرف النظر عن خطر فقدان البيانات، فإن القيد الرئيسي لمحركات ذاكرة الوصول العشوائي هو قدرتها المحدودة، والذي يقيدها حجم الرام داخل الجهاز. أصبح التخزين الثابت متعدد الاستخدامات بسعة تيرابايت سلعة اعتبارًا من عام 2012، في حين لا يزال يتم قياس الرام بالجيجابايت.
تستخدم محركات ذاكرة الوصول العشوائي الرام العادي في الذاكرة الرئيسية كما لو كانت قسمًا على القرص الصلب بدلاً من الوصول إلى ناقل البيانات المستخدم عادةً للتخزين الثانوي. على الرغم من أنه يمكن دعم محركات ذاكرة الوصول العشوائي مباشرة من نظام التشغيل عبر آليات خاصة في نواة نظام التشغيل، إلا أنه من الممكن أيضًا إنشاء محرك أقراص وإدارته من خلال تطبيق ما. غالبًا ليس هناك حاجة لبطارية احتياطية بسبب الطبيعة المؤقتة للمعلومات المخزنة في محرك ذاكرة الوصول العشوائي، ولكن يمكن لمصدر الطاقة غير المنقطع تشغيل النظام بأكمله أثناء انقطاع التيار الكهربائي، إذا لزم الأمر.
تستخدم بعض محركات ذاكرة الوصول العشوائي نظام ملفات مضغوطة مثل cramfs للسماح بالوصول إلى البيانات المضغوطة بسرعة، دون إلغاء ضغطها أولاً. يعد هذا الأمر مناسبًا لأن محركات ذاكرة الوصول العشوائي غالبًا ما تكون صغيرة نظرًا لارتفاع سعر البايت عن مساحة التخزين التقليدية على محرك الأقراص الثابتة.

## روابط خارجية
- Unix shell سطر الأوامر لإنشاء قرص RAM على Mac OS X
- معيار لبعض أقراص ويندوز RAM
- تقرير اختبار شامل للعديد من أقراص Windows RAM